# Daniel Fascioli
Daniel Pedro Fascioli Álvarez (ur. 3 marca 1967 w Montevideo) – urugwajski piłkarz występujący na pozycji napastnika.

## Kariera klubowa
Fascioli pochodzi ze stołecznego miasta Montevideo i jest wychowankiem tamtejszego zespołu Club Atlético River Plate, skąd w 1990 roku przeszedł do drużyny Huracán Buceo. Jej barwy reprezentował przez rok bez większych sukcesów, po czym wyjechał do Ekwadoru, gdzie podpisał kontrakt z Deportivo Quito. W 1992 roku powrócił do ojczyzny, zostając zawodnikiem Danubio FC, z którym zajął trzecie miejsce w lidze urugwajskiej, po czym przeszedł do drugoligowego Central Español. W 1994 roku ponownie wyemigrował za granicę, tym razem do Chile, przechodząc do tamtejszej ekipy Cobreloa z siedzibą w mieście Calama. Po dwunastu miesiącach spędzonych w tym klubie odszedł do innej drużyny z tego kraju, Deportes Antofagasta, gdzie z kolei spędził półtora roku. W 1996 roku został w jego barwach wicekrólem strzelców krajowego pucharu – Copa Chile.
Latem 1996 Fascioli został zawodnikiem meksykańskiego zespołu Tiburones Rojos de Veracruz. W tamtejszej Primera División zadebiutował 11 sierpnia w przegranym 0:3 meczu z Atlante, natomiast premierowego gola strzelił sześć dni później w zremisowanej 1:1 konfrontacji z Celaya. Szybko został jednym z najskuteczniejszych piłkarzy bijącej się o utrzymanie drużyny, a po półtora roku przeszedł do drugoligowego Correcaminos UAT z miasta Ciudad Victoria. W wiosennym sezonie Verano 1998 wywalczył tytuł króla strzelców drugiej ligi meksykańskiej z dwunastoma golami na koncie, po czym powrócił do Veracruz, który pod jego nieobecność spadł do Primera División A. Powtórnie reprezentował jego barwy przez rok, a w lipcu 1999 po raz drugi podpisał kontrakt z Correcaminos, gdzie w wieku 32 lat zdecydował się zakończyć profesjonalną karierę.